# Muricopsis matildae
Muricopsis matildae é uma espécie de gastrópode  da família Muricidae.
É endémica de São Tomé e Príncipe.